# فيلافيردي ي باساكونسول
بلدية فيلافيردي ي باساكونسول (بالإسبانية: Villaverde y Pasaconsol)‏، هي إحدى بلديات مقاطعة قونكة إحدى مقاطعات إسبانيا، و التي تقع في منطقة قشتالة لا منتشا وسط البلاد, و المائلة لجهة الشرق من إسبانيا.
يبلغ عدد سكانها 386 نسمة وفقاً لإحصائية سنة (2007).